# 르 몽드가 선정한 세기의 도서 100권
르 몽드가 선정한 세기의 도서 100권은 1999년 프랑스의 소매업자 프나크(Fnac) 및 파리의 신문사 르 몽드가 실시한 여론 조사에 의한 책 랭킹이다.

## 세기의 도서 100권
| #   | 제목                               | 저자                         | 년            |
| --- | ---------------------------------- | ---------------------------- | ------------- |
| 1   | 《이방인》                         | 알베르 카뮈                  | 1942년        |
| 2   | 《잃어버린 시간을 찾아서》         | 마르셀 프루스트              | 1913년–1927년 |
| 3   | 《심판》                           | 프란츠 카프카                | 1925년        |
| 4   | 《어린 왕자》                      | 앙투안 드 생텍쥐페리         | 1943년        |
| 5   | 《인간의 조건》                    | 앙드레 말로                  | 1933년        |
| 6   | 《밤이 다 갈 때의 여행》           | 루이페르디낭 셀린            | 1932년        |
| 7   | 《분노의 포도》                    | 존 스타인벡                  | 1939년        |
| 8   | 《누구를 위하여 종은 울리나》      | 어니스트 헤밍웨이            | 1940년        |
| 9   | 《대장 몬느》                      | 알랭 푸르니에                | 1913년        |
| 10  | 《세월의 거품》                    | 보리스 비앙                  | 1947년        |
| 11  | 《제2의 성》                       | 시몬 드 보부아르             | 1949년        |
| 12  | 《고도를 기다리며》                | 사뮈엘 베케트                | 1952년        |
| 13  | 《존재와 무》                      | 장폴 사르트르                | 1943년        |
| 14  | 《장미의 이름》                    | 움베르토 에코                | 1980년        |
| 15  | 《수용소 군도》                    | 알렉산드르 솔제니친          | 1973년        |
| 16  | 《꽃집에서》                       | 자크 프레베르                | 1946년        |
| 17  | 《알코올》                         | 기욤 아폴리네르              | 1913년        |
| 18  | 《푸른 연꽃》                      | 에르제                       | 1936년        |
| 19  | 《안네의 일기》                    | 안네 프랑크                  | 1947년        |
| 20  | 《슬픈 열대》                      | 클로드 레비스트로스          | 1955년        |
| 21  | 《멋진 신세계》                    | 올더스 헉슬리                | 1932년        |
| 22  | 《1984년》                         | 조지 오웰                    | 1949년        |
| 23  | 《골족(族)의 영웅, 아스테릭스》    | 르네 고시니, 알베르 우테르조 | 1959년        |
| 24  | 《대머리 여가수》                  | 유진 이오네스코              | 1952년        |
| 25  | 《성욕에 관한 세 편의 에세이》     | 지그문트 프로이트            | 1905년        |
| 26  | 《암흑 작업》                      | 마르그리트 유르스나르        | 1968년        |
| 27  | 《롤리타》                         | 블라디미르 나보코프          | 1955년        |
| 28  | 《율리시스》                       | 제임스 조이스                | 1922년        |
| 29  | 《타르타리의 황야》                | 디노 부차티                  | 1940년        |
| 30  | 《위폐범들》                       | 앙드레 지드                  | 1925년        |
| 31  | 《지붕위의 기병》                  | 장 지오노                    | 1951년        |
| 32  | 《주군의 연인》                    | 알베르 코엔                  | 1968년        |
| 33  | 《백년 동안의 고독》               | 가브리엘 가르시아 마르케스   | 1967년        |
| 34  | 《소리와 분노》                    | 윌리엄 포크너                | 1929년        |
| 35  | 《테레즈 데케루》                  | 프랑수아 모리아크            | 1927년        |
| 36  | 《지하철 소녀 쟈지》               | 레몽 크노                    | 1959년        |
| 37  | 《감정의 혼란》                    | 슈테판 츠바이크              | 1927년        |
| 38  | 《바람과 함께 사라지다》           | 마거릿 미첼                  | 1936년        |
| 39  | 《채털리 부인의 연인》             | D. H. 로렌스                 | 1928년        |
| 40  | 《마의 산》                        | 토마스 만                    | 1924년        |
| 41  | 《슬픔이여 안녕》                  | 프랑수아즈 사강              | 1954년        |
| 42  | 《바다의 침묵》                    | 베르코르                     | 1942년        |
| 43  | 《인생 사용법》                    | 조르주 페렉                  | 1978년        |
| 44  | 《바스커빌 가문의 개》             | 아서 코넌 도일               | 1901년–1902년 |
| 45  | 《사탄의 태양 아래》               | 조르주 베르나노스            | 1926년        |
| 46  | 《위대한 개츠비》                  | F. 스콧 피츠제럴드           | 1925년        |
| 47  | 《농담》                           | 밀란 쿤데라                  | 1967년        |
| 48  | 《경멸》                           | 알베르토 모라비아            | 1954년        |
| 49  | 《애크로이드 살인 사건》           | 애거사 크리스티              | 1926년        |
| 50  | 《나자》                           | 앙드레 브르통                | 1928년        |
| 51  | 《오렐리엥》                       | 루이 아라공                  | 1944년        |
| 52  | 《비단구두》                       | 폴 클로델                    | 1929년        |
| 53  | 《작가를 찾는 6인의 등장인물》     | 루이지 피란델로              | 1921년        |
| 54  | 《아르투로 우이의 출세》           | 베르톨트 브레히트            | 1959년        |
| 55  | 《방드르디, 태평양의 끝》          | 미셸 투르니에                | 1967년        |
| 56  | 《우주 전쟁》                      | 허버트 조지 웰스             | 1898년        |
| 57  | 《이것이 인간인가》                | 프리모 레비                  | 1947년        |
| 58  | 《반지의 제왕》                    | 존 로널드 루엘 톨킨          | 1954년–1955년 |
| 59  | 《포도덩굴》                       | 시도니 가브리엘 콜레트       | 1908년        |
| 60  | 《고뇌의 수도》                    | 폴 엘뤼아르                  | 1926년        |
| 61  | 《마틴 에덴》                      | 잭 런던                      | 1909년        |
| 62  | 《염해의 발라드》                  | 휴고 프라트                  | 1967년        |
| 63  | 《영도의 글쓰기》                  | 롤랑 바르트                  | 1953년        |
| 64  | 《카타리나 블룸의 잃어버린 명예》  | 하인리히 뵐                  | 1974년        |
| 65  | 《시르트의 바닷가》                | 줄리앙 그라크                | 1951년        |
| 66  | 《말과 사물》                      | 미셸 푸코                    | 1966년        |
| 67  | 《길 위에서》                      | 잭 케루악                    | 1957년        |
| 68  | 《닐스 소년의 신비로운 여행》      | 셀마 라겔뢰프                | 1906년–1907년 |
| 69  | 《자기만의 방》                    | 버지니아 울프                | 1929년        |
| 70  | 《화성 연대기》                    | 레이 브래드베리              | 1950년        |
| 71  | 《롤 베 스타인의 환희》            | 마르그리트 뒤라스            | 1964년        |
| 72  | 《조서》                           | 장마리 귀스타브 르 클레지오  | 1963년        |
| 73  | 《트로피즘》                       | 나탈리 사로트                | 1939년        |
| 74  | 《일기》                           | 쥘 르나르                    | 1925년        |
| 75  | 《로드 짐》                        | 조지프 콘래드                | 1900년        |
| 76  | 《에크리》                         | 자크 라캉                    | 1966년        |
| 77  | 《잔혹연극론》                     | 앙토냉 아르토                | 1938년        |
| 78  | 《맨해튼 트랜스퍼》                | 존 더스패서스                | 1925년        |
| 79  | 《픽션들》                         | 호르헤 루이스 보르헤스       | 1944년        |
| 80  | 《모라바지누》                     | 블레즈 상드라르              | 1926년        |
| 81  | 《죽은 군대의 장군》               | 이스마일 카다레              | 1963년        |
| 82  | 《소피의 선택》                    | 윌리엄 스타이런              | 1979년        |
| 83  | 《집시 시집》                      | 페데리코 가르시아 로르카     | 1928년        |
| 84  | 《수상한 라트비아인》              | 조르주 심농                  | 1931년        |
| 85  | 《꽃의 노트르담》                  | 장 주네                      | 1944년        |
| 86  | 《특성없는 남자》                  | 로베르트 무질                | 1930년–1932년 |
| 87  | 《분노와 신비》                    | 르네 샤르                    | 1948년        |
| 88  | 《호밀밭의 파수꾼》                | 제롬 데이비드 샐린저         | 1951년        |
| 89  | 《미스 블랜디시》                  | 제임스 해들리 체이스         | 1939년        |
| 90  | 《블레이크와 모티머》              | 에드가 자코브                | 1950년        |
| 91  | 《말테의 수기》                    | 라이너 마리아 릴케           | 1910년        |
| 92  | 《Second Thoughts》                | 미셸 뷔토르                  | 1957년        |
| 93  | 《전체주의의 기원》                | 한나 아렌트                  | 1951년        |
| 94  | 《거장과 마르가리타》              | 미하일 불가코프              | 1967년        |
| 95  | 《섹서스》,《프렉서스》,《넥서스》 | 헨리 밀러                    | 1949년–1960년 |
| 96  | 《거대한 잠》                      | 레이먼드 챈들러              | 1939년        |
| 97  | 《항로 표지》                      | 생종 페르스                  | 1957년        |
| 98  | 《가스통》                         | 앙드레 프랑캥                | 1957년        |
| 99  | 《화산 아래서》                    | 맬컴 라우리                  | 1947년        |
| 100 | 《한밤의 아이들》                  | 살만 루슈디                  | 1981년        |

## 같이 보기
- 노벨 문학상 수상자 목록
- 공쿠르상
- 퓰리처상
- 발찬상